# Olivier (roman)
Pour les articles homonymes, voir Olivier (homonymie).
Olivier est un récit de Jérôme Garcin publié en 2011 aux éditions Gallimard, évoquant la mémoire de son frère jumeau, Olivier, décédé des suites d'un accident de la circulation à l'âge de 6 ans.